# Мария, Мирабела в Транзистории
Мария, Мирабела в Транзистории (рум. Maria și Mirabella în Tranzistoria) — советско-румынский полнометражный художественный фильм 1988 года с элементами мультипликации. Последний фильм режиссёра Иона Попеску-Гопо. Фильм не является продолжением фильма «Мария, Мирабела» 1981 года, хотя и использует тех же персонажей.
Румынская премьера фильма «Мария, Мирабела в Транзистории» состоялась 10 апреля 1989 года в Бухаресте, советская — 30 декабря 1989 года в Москве.

## Сюжет
Новые приключения сестёр Марии и Мирабелы. На этот раз они попали в волшебную страну Транзисторию, которая находится внутри обыкновенного телевизора.
Герои сказки: сестрёнки-близнецы Мария и Мирабела, а также их друзья — светлячок Скиперич, бабочка Омидэ и лягушонок Кваки. Композитор использовал широкий арсенал выразительных средств и жанров — оперную арию, старинную балладу и танец в стиле «диско».
На этот раз в ролях Марии и Мирабелы (которые по сюжету являются другими девочками — поклонницами оригинального фильма) задействованы другие актрисы. Кваки, Скиперич и Омидэ изначально являются не живыми существами, как в первом фильме, а просто мультяшками (однако впоследствии превращаются в людей, которых играют живые актёры).

## Производство
Ион Попеску-Гопо написал сценарий под впечатлением того, что, как ему самому показалось, телевизор плотно проник в сферу воспитания и формирования личности современных детей. Главные героини сыграны другими девочками и по сюжету их даже зовут не Марией и Мирабелой — они называют себя так под впечатлением от фильма 1981 года, потому что им нравятся его главные героини.
В отличие от первого фильма, в котором советская и румынская версия отличались лишь языком озвучивания и надписями в титрах, в советской версии второго фильма продублированы только реплики, но песни оставлены в оригинальном звучании с закадровым переводом (даже заглавная песня из первого фильма), а в видеоряде советской версии отсутствуют несколько кратких моментов. Кваки, Омидэ и Скиперич были продублированы на русский на этот раз другими актёрами (в первом фильме их дублировали Мария Виноградова, Клара Румянова и Александр Воеводин соответственно), хотя в румынской версии их озвучивали те же актёры, что и в первом фильме.

## В ролях
- Иоана Морару — «Мария» (озвучивание Александрина Халик)
- Андриану Кучинска — «Мирабела» (озвучивание Кармен Михалаке)
- Стела Попеску — бабушка (вокал)
- Григорий Григориу — Король Транзистории / сосед
- Андэ Кэлугэряну — Кваки (озвучивание и вокал)
  - Жорж Войку — Кваки в человеческом обличии / техник
- Александрина Халик — Омидэ (озвучивание)
  - Елена Зайцева — Омидэ в человеческом обличии / техничка (дублирует Симона Маиканеску, вокал — Михаэла Рунчану)
- Михай Константинеску — Скиперич (озвучивание и вокал)
  - Михай Бисерикану — Скиперич в человеческом обличии / молодой техник
- Ион Дикисяну — учитель в Транзистории
- Мари Пасичь — Фаразитина / дочь соседа
- Костич Албу — Богдан
- Хорациу Мэлэеле — папа
- Оана Пелля — мама

### Роли дублировали
- Татьяна Канаева
- Валентина Клягина
- Владимир Ферапонтов
- Герман Качин
- Ольга Гобзева
- Сергей Чекан
- Геннадий Фролов
- Ольга Маркина
- Олег Голубицкий

## Съёмочная группа
- Авторы сценария: Валентин Ежов, Ион Попеску-Гопо
- Режиссёр-постановщик: Ион Попеску-Гопо
- Режиссёр-мультипликации: Владимир Пекарь
- Композитор: Евгений Дога
- Оператор-постановщик: Алеку Попеску
- Кинооператор: Кабул Расулов
- Художник-постановщик: Татьяна Колюшева
- Песни исполняли: Махай Константинеску, Стела Попеску, Анде Кэлугэряну, Михаела Рунчану
- Автор русского синхронного текста: Геннадий Петров
- Стихи: Григоре Виеру
- Звукооператоры: Дан Ионеску, Раду Бобок, Борис Фильчиков
- Художники-мультипликаторы: Марина Восканьянц, Наталия Богомолова, Эльвира Маслова, Марина Рогова, Галина Зеброва, Дмитрий Куликов
- Декорации и костюмы: Константин Симионеску